# Kaji Asanidze
Kaji Asanidze (en georgiano: კახი ასანიძე, 1 de octubre de 2000) es un deportista georgiano que compite en halterofilia. Ganó una medalla de plata en el Campeonato Europeo de Halterofilia de 2022, en la categoría de 73 kg.

## Palmarés internacional
| Campeonato Europeo | Campeonato Europeo | Campeonato Europeo | Campeonato Europeo |
| Año                | Lugar              | Medalla            | Categoría          |
| ------------------ | ------------------ | ------------------ | ------------------ |
| 2022               | Tirana (Albania)   | Medalla de plata   | 73 kg              |